# Campnosperma coriaceum
Campnosperma coriaceum là một loài thực vật có hoa trong họ Đào lộn hột. Loài này được (Jack) Hallier f. mô tả khoa học đầu tiên năm 1948.